# Пэтси Палмер
Пэ́тси Па́лмер (англ. Patsy Palmer; 26 мая 1972, Бетнал-Грин, Англия, Великобритания, настоящее имя Джули Энн Меркелл (при рождении Харрис)) — английская актриса, известная по ролям Наташи в детском драматическом сериале «Грэндж Хилл» (1985—1987) и Бьянки Джексон в мыльной опере BBC «Жители Ист-Энда» (1993—1999, 2008—2014, 2019), принесшая ей премию British Soap Award за лучшую женскую роль.

## Биография
Джули Энн Харрис (псевдоним Пэтси Палмер) родилась 26 мая 1972 года в Бетнал-Грине (Англия, Великобритания). Она училась в начальной школе Globe, а затем в средней школе для девочек Хаггерстона.
По совету своей матери она отправилась учиться в актерскую школу Анны Шер в Лондоне. В школе над Палмер издевались, и он говорила, что актерская игра была формой побега. В шесть лет она снялась в постановке Вест-Энда «Иосиф и его удивительный плащ снов».
Её псевдоним — имя её матери.

## Карьера
Поступив в театральную школу Анны Шер и узнав о существовании опытной актрисы, уже носившей имя Джули Харрис, Палмер взяла свое нынешнее имя, позаимствовав девичью фамилию своей матери и изменив свое настоящее имя на имя своей матери — Пэт. Палмер дебютировала на экране в телевизионной программе «Мягкое прикосновение» в 1984 году. Как и многие другие актеры сериала «Жители Ист-Энда», Палмер участвовала в детском драматическом шоу «Грэндж Хилл» в период с 1985 по 1987 год. В дальнейшем у нее были небольшие роли в «Хитром бизнесе» (Tricky Business) BBC (1989), «Making News» (1990), «Клариссе» (1991), Love Hurts (1992), «Drop the Dead Donkey» (1993) и «Чисто английском убийстве» (1993), а также она появилась в рекламе Clearasil в образе подростка, страдающего акне. В 20 лет она также снялась в клипе на хит Дасти Спрингфилда 1992 года «In Private».

### Жители Ист-Энда
В 1993 году она получила роль дерзкой Бьянки Джексон в мыльной опере BBC «Жители Ист-Энда». Экранный брак Бьянки с Рики Батчером (Сид Оуэн) в 1997 году привлек огромную аудиторию — более 22 миллионов человек. Она исполняла эту роль в течение шести лет и ушла из сериала в 1999 году, чтобы проводить больше времени со своей семьей и сосредоточиться на других проектах. Она вернулась и продолжила исполнять эту роль в мае 2002 года в специальном выпуске «Жители Ист-Энда: Рикки и Бьянка». Двухсерийный часовой специальный выпуск был снят в Манчестере, где Бьянка и Рики воссоединились впервые более чем за два года.
В 2005 году Палмер публично раскритиковала сериал «Жители Ист-Энда», назвав сюжетные линии нелепыми и невероятными и заявила, что она «не вернется в сериал». Однако в октябре 2007 года BBC объявила, что Палмер вернется в сериал в качестве полноценного персонажа. Она вернулась на экран в апреле 2008 года. Палмер прокомментировал: «Мне не терпится узнать, что случилось с Бьянкой, и посмотреть, что она собирается делать дальше», а исполнительный продюсер «Жители Ист-Энда» Дьедерик Сантер добавил: «Я рад приветствовать Пэтси дома в „Жителях Ист-Энда“. Бьянка — один из самых популярных персонажей, которые когда-либо были в сериале». В 2014 году Палмер объявила, что уходит из сериала. Осенью 2019 года она вновь исполняла эту роль непродолжительное время. В феврале 2020 года было объявлено, что Палмер снова сыграет роль Бьянки, и в этом же году будут показаны серии. Однако позже это решение было отменено из-за ограничений в связи с пандемией коронавирусной инфекции.

### Другие работы
Она так же снималась в сериалах «Он так и знал» (He Knew He Was Right), «Gimme Gimme Gimme» и «McCready and Daughter». В 2005 году Палмер приняла участие в шоу «Танцы со звездами» на BBC, чтобы собрать деньги для фонда «Дети в беде». Она также снялась в эпизодической роли в скетч-шоу Кэтрин Тейт «Шоу Кэтрин Тейт». В феврале 2007 года она была членом жюри программы BBC «Вердикт», где различные знаменитости выносили решения по спорному делу, основанному на доказательствах и примерах из реальной жизни.
В 2008 году благотворительный фонд жилищного строительства Shelter выпустил короткометражный фильм с Палмер в главной роли. Палмер занимается диджеингом с 2012 года, в том числе в США с 2017 года.

## Личная жизнь
В начале 1990-х годов состояла в гражданском браке с боксёром Алфи Ротуэллом. В этих отношениях родила сына Чарли Палмера Ротуэлла (род. в феврале 1992).
В 1998—2000 годах была замужем за режиссёром и сценаристом Ником Лавом (род. 1969).
С 1 августа 2000 года была замужем за таксистом Ричардом Маркеллом. В этом браке родила троих детей: сына Фентона Маркелла (род.13.06.2000), дочь Эмилию Маркелл (род.07.07.2001) и сына Берти Маркелла (род.08.12.2010).